# Аматон (кратер)
Кратер Аматон (англ. Craters Amaethon) — метеоритний кратер на Європі, супутнику Юпітера.

## Характеристики
Утворився на місці падіння на поверхню супутника Європа космічного метеорита, якого притягнув у свою орбіту масивний Юпітер. Внаслідок чого сформувався ударний кратер з діаметром 1,7 кілометра. Центр кратера розташовано за координатами 13,82° пд. ш., та 177.47° зх. д.
Вперше про льодовий кратер довідалися у 2006 році, після дослідження поверхні супутника телескопами з Землі. Названий на ім'я бога Аматона, героя кельтської міфології.